# Expansion, Power, Release
Expansion, Power, Release ist ein Jazzalbum des Matthew Shipp String Trio mit William Parker und Mat Maneri. Die am 18. November 1999 im Seltzer Sound Studio, New York City, entstandenen Aufnahmen erschienen 2001 auf HatHut Records.

## Hintergrund
Expansion, Power, Release war das zweite Album von Shipps Streichertrio mit dem Geiger Mat Maneri und dem Bassisten William Parker, das erste war By the Law of Music. 2016 folgte in gleicher Instrumentierung The Gospel According to Matthew & Michael; anstelle von William Parker spielte nun der Bassist Michael Bisio.

## Titelliste
- Matthew Shipp String Trio: Expansion, Power, Release (hatOLOGY 558)[1]
  1. Organs – 2:22
  2. Expansion – 2:57
  3. Waltz – 3:58
  4. Combinational Entity – 2:31
  5. Speech of Form – 5:01
  6. Environment – 3:00
  7. Weave Now a Web Rooted – 5:38
  8. Connection – 2:27
  9. Pulse Form – 3:10
  10. Power – 8:23
  11. Functional Form – 2:58
  12. Reflex – 2:21
  13. Release – 8:07
  14. One More – 3:11

Alle Kompositionen stammen von Matthew Shipp.

## Rezeption
Die Musikjournalisten Richard Cook und Brian Morton schrieben in The Penguin Guide to Jazz:

„The trio record functions somewhat in the manner of a classical ensemble, with some Vienesse references slipping into the design, but the pianist is at his freshest and most beguiling on what is a compact, smartly delivered set of mostly short pieces.“

„Die Trio-Platte funktioniert in gewisser Weise wie ein klassisches Ensemble, wobei einige Referenzen an die Wiener Klassik [zwischen 1770 und 1825] in die Gestaltung einfließen, aber der Pianist ist am frischesten und betörendsten in Bezug auf ein kompaktes, intelligent geliefertes Set von meist kurzen Stücken.“